# TUM-Systematik
Die Systematik der TU München (TUM-Systematik) ist eine Bibliotheksklassifikation, die von der Bibliothek der Technischen Universität München zur Aufstellung und sachlichen Erschließung ihrer Bestände verwendet wird.

## Charakteristika
Die TUM-Systematik deckt alle Wissenschaftsgebiete ab, weist jedoch einen deutlichen Schwerpunkt bei den technisch-naturwissenschaftlichen Fächern auf. Die Erschließungstiefe ist eher gering. Die TUM-Systematik besteht seit dem Jahr 1982, als die Bibliothek der TU München beschloss, alle Bestände der Bibliothek einheitlich in einem systematischen Katalog zu erschließen. Die Übernahme bereits bestehender Klassifikationen wie der Regensburger Verbundklassifikation oder der Systematik der TIB Hannover wurde damals verworfen.

## Aufbau
Die TUM-Systematik besteht aus 52 Hauptgruppen. Jede Hauptgruppe kann bis zu 999 Systemstellen umfassen. Die Hauptgruppen sind mnemotechnisch bezeichnet und bestehen jeweils aus drei Großbuchstaben. Die Systemstellen innerhalb einer Hauptgruppe werden durch einen dreistelligen Zifferncode (001-999) dargestellt. Das dritte Element der Notationen bei der TUM-Systematik besteht aus einem Kleinbuchstaben, der den Formalschlüssel bildet.
Beispiel für eine Notation: ERG 820f
|           | Hauptgruppe    | Systemstelle               | Formalschlüssel |
| --------- | -------------- | -------------------------- | --------------- |
| Notation  | ERG            | 820                        | f               |
| Bedeutung | Energietechnik | Thermische Energiespeicher | Monografie      |